# Bob ai XXIII Giochi olimpici invernali
Le gare di bob ai XXIII Giochi olimpici invernali di Pyeongchang  in Corea del Sud si sono svolte dal 18 al 25 febbraio 2018 sulla pista dell'Alpensia Sliding Centre nella località di Daegwallyeong. Si soni disputate tre competizioni: il bob a due uomini, il bob a due donne e il bob a quattro uomini.

## Calendario
| Uomini | 1ª e 2ª manche bob a due | 3ª e 4ª manche bob a due |                                    |                                    |  |  | 1ª e 2ª manche bob a quattro | 3ª e 4ª manche bob a quattro | 2 |
| Donne  |                          |                          | 1ª e 2ª manche bob a due femminile | 3ª e 4ª manche bob a due femminile |  |  |                              |                              | 1 |
| Totale |                          | 1                        |                                    | 1                                  |  |  |                              | 1                            | 3 |

## Podi

### Uomini
| Evento                   | Oro                                                                                  | Tempo   | Argento | Tempo         | Bronzo                                  | Tempo         |
| Bob a due (dettagli)     | Canada Justin Kripps Alexander Kopacz e Germania Thorsten Margis Francesco Friedrich | 3'16"86 | non assegnato | non assegnato | Lettonia Oskars Melbārdis Jānis Strenga | 3'16"91       |
| Bob a quattro (dettagli) | Germania Francesco Friedrich Candy Bauer Martin Grothkopp Thorsten Margis            | 3'15"85 | Germania Nico Walther Kevin Kuske Alexander Rödiger Eric Franke e Corea del Sud Won Yun-jong Jun Jung-lin Seo Young-woo Kim Dong-hyun | 3'16"38       | non assegnato                           | non assegnato |

### Donne
| Evento               | Oro                                    | Tempo   | Argento                                      | Tempo   | Bronzo                                   | Tempo   |
| Bob a due (dettagli) | Germania Mariama Jamanka Lisa Buckwitz | 3'22"45 | Stati Uniti Elana Meyers-Taylor Lauren Gibbs | 3'22"52 | Canada Kaillie Humphries Phylicia George | 3'22"89 |

## Medagliere
| Pos.   | Paese         | Oro | Argento | Bronzo | Totale |
| ------ | ------------- | --- | ------- | ------ | ------ |
| 1      | Germania      | 3   | 1       | 0      | 4      |
| 2      | Canada        | 1   | 0       | 1      | 2      |
| 3      | Corea del Sud | 0   | 1       | 0      | 1      |
| 3      | Stati Uniti   | 0   | 1       | 0      | 1      |
| 5      | Lettonia      | 0   | 0       | 1      | 1      |
| Totale | Totale        | 3   | 3       | 3      | 9      |